# Israel nos Jogos Olímpicos de Inverno de 2018
Israel participou dos Jogos Olímpicos de Inverno de 2018, realizados na cidade de Pyeongchang, na Coreia do Sul.
Foi a sétima presença do país nas Olimpíadas de Inverno desde que estreou nos Jogos de 1994, em Lillehammer. A sua delegação foi composta por dez atletas que competiram em quatro esportes, no que representa o maior contingente de atletas israelenses já enviados a uma edição de Jogos Olímpicos de Inverno.

## Desempenho

### Esqui alpino
Masculino
| Atleta       | Evento         | Descida 1 | Descida 2 | Total   | Pos. |
| ------------ | -------------- | --------- | --------- | ------- | ---- |
| Itamar Biran | Slalom         | DNF       | DNF       | DNF     | DNF  |
| Itamar Biran | Slalom gigante | 1:17.52   | 1:16.19   | 2:33.71 | 49º  |

### Patinação artística
| Atleta                            | Evento               | Programa curto | Programa curto | Programa livre | Programa livre | Total       | Total       |
| Atleta                            | Evento               | Pontos         | Pos.           | Pontos         | Pos.           | Pontos      | Pos.        |
| --------------------------------- | -------------------- | -------------- | -------------- | -------------- | -------------- | ----------- | ----------- |
| Oleksii Bychenko                  | Individual masculino | 84.13          | 13º            | 172.88         | 9º             | 257.01      | 11º         |
| Daniel Samohin                    | Individual masculino | 80.69          | 18º            | 170.75         | 11º            | 251.44      | 13º         |
| Paige Conners Evgeni Krasnopolski | Duplas               | 60.35          | 19º            | Não avançou    | Não avançou    | Não avançou | Não avançou |
| Adel Tankova Ronald Zilberberg    | Dança no gelo        | 46.66          | 24º            | Não avançou    | Não avançou    | Não avançou | Não avançou |

Equipes
| Atletas | Evento  | Programa curto     | Programa curto     | Programa curto     | Programa curto     | Programa curto | Programa curto | Programa livre     | Programa livre     | Programa livre     | Programa livre     | Programa livre | Programa livre |
| Atletas | Evento  | Masculino          | Feminino           | Duplas             | Dança no gelo      | Total          | Total          | Masculino          | Feminino           | Duplas             | Dança no gelo      | Total          | Total          |
| Atletas | Evento  | Pontos Pts. equipe | Pontos Pts. equipe | Pontos Pts. equipe | Pontos Pts. equipe | Pontos         | Pos.           | Pontos Pts. equipe | Pontos Pts. equipe | Pontos Pts. equipe | Pontos Pts. equipe | Pontos         | Pos.           |
| --- | ------- | ------------------ | ------------------ | ------------------ | ------------------ | -------------- | -------------- | ------------------ | ------------------ | ------------------ | ------------------ | -------------- | -------------- |
| Alexei Bychenko (M) Daniel Samohin (M) Aimee Buchanan (F) Paige Conners / Evgeni Krasnopolski (D) Adel Trankova / Ronald Zilberberg (G) | Equipes | 88.49 9            | 46.30 1            | 54.47 2            | 44.61 1            | 13             | 8º             | Não avançou        | Não avançou        | Não avançou        | Não avançou        | Não avançou    | Não avançou    |

### Patinação de velocidade em pista curta
Masculino
| Atleta            | Evento      | Preliminar | Preliminar | Quartas     | Quartas     | Semifinal   | Semifinal   | Final       | Final       |
| Atleta            | Evento      | Tempo      | Pos.       | Tempo       | Pos.        | Tempo       | Pos.        | Tempo       | Pos.        |
| ----------------- | ----------- | ---------- | ---------- | ----------- | ----------- | ----------- | ----------- | ----------- | ----------- |
| Vladislav Bykanov | 500 metros  | 47.177     | 4º         | Não avançou | Não avançou | Não avançou | Não avançou | Não avançou | Não avançou |
| Vladislav Bykanov | 1000 metros | PEN        | PEN        | Não avançou | Não avançou | Não avançou | Não avançou | Não avançou | Não avançou |
| Vladislav Bykanov | 1500 metros | PEN        | PEN        |             |             | Não avançou | Não avançou | Não avançou | Não avançou |

### Skeleton
| Atleta       | Evento    | Final     | Final     | Final     | Final       | Final   | Final |
| Atleta       | Evento    | Descida 1 | Descida 2 | Descida 3 | Descida 4   | Total   | Pos.  |
| ------------ | --------- | --------- | --------- | --------- | ----------- | ------- | ----- |
| Adam Edelman | Masculino | 52.48     | 52.43     | 52.35     | Não avançou | 2:37.26 | 28º   |

Legenda
| Recorde mundial      | Recorde mundial (World record)               |                       | Recorde africano                      | Recorde africano (African) |                                           | Q | Classificado por posição (Qualified) |
| Recorde olímpico     | Recorde olímpico (Olympic record)            | Recorde da América    | Recorde da América (Americas)         | q                          | Classificado por melhor tempo (Qualified) |   |                                      |
| Melhor marca do ano  | Melhor marca do ano (World leading)          | Recorde asiático      | Recorde asiático (Asian)              | DNS                        | Não largou (Did not start)                |   |                                      |
| Recorde nacional     | Recorde nacional (National record)           | Recorde europeu       | Recorde europeu (European)            | DNF                        | Não terminou (Did not finish)             |   |                                      |
| Recorde pessoal      | Recorde pessoal do atleta (Personal best)    | Recorde da Oceania    | Recorde da Oceania (Oceania)          | DSQ / DQ                   | Desclassificado (Disqualified)            |   |                                      |
| Recorde da temporada | Recorde da temporada do atleta (Season best) | Recorde sul-americano | Recorde sul-americano (South America) | NM                         | Sem marca (No mark)                       |   |                                      |

### Patinação de velocidade
| Recorde de pista | Recorde da pista (Track record)               |  |  |
| QA               | Classificado para a final A                   |  |  |
| QB               | Classificado para a final B                   |  |  |
| ADV              | Classificado após decisão arbitral (Advanced) |  |  |
| PEN              | Pênalti                                       |  |  |
| YC               | Cartão amarelo (Yellow Card)                  |  |  |